# 哈卡 (缅甸)
哈卡（發音：[hákʰá mjo̰]）是缅甸钦邦的首府。